# Sofia Karlsson
Sofia Karlsson (født 1975 i Stockholm-Enskede) er en svensk folkemusiker.
Karlsson er uddannet på den svenske kongelige musikhøjskole i Stockholm og var mellem 1998 og 2002 medlem af folkemusikgruppen Groupa. Karlsson har siden 2003 medvirket som musiker og skuespiller i flere teaterproduktioner i Gävleborg og Järvsö blandt andet i Bertolt Brechts Galileo Galilei og Molières Ægteskabsskolen. Hendes første soloalbum Folk Songs med fortolkninger af hendes favoritviser fra Sverige, men også Danmark og Norge kom ud i 2002. Hendes andet album Svarta Ballader med fortolkninger af Dan Andersson kom ud i 2005. For Svarta Ballader modtog Sofia Karlsson flere priser, blandt andet en Danish Music Award for bedste udenlandske folkalbum og en svensk Grammis. Hendes tredje album Visor från vinden med fortolkninger fra blandt andet Carl Michael Bellman kom ud i 2007. Visor frå vinden modtog også en Grammis. I 2008 fik hun Dan Andersson-priset. Albummet var også nomineret til "Årets udenlandske album" ved Danish Music Awards Folk.

## Diskografi

### Soloalbum
- Folk Songs (2003)
- Svarta ballader (2005)
- Visor från vinden (2007)
- Söder om kärleken (2009)

### Andet
- Lavalek (Groupa) (1999)
- File Under Folkmusic Sweden (2003)
- Jul i folkton (2005)
- Dubbel trubbel (2005)
- Poem, ballader och lite blues – Återbesöket (2007)
- Folkjul (2007)
- Gamla Stan (singel) (2009)